# Olga Cristea
Olga Cristea (ur. 13 grudnia 1987 w Kiszyniowie) – mołdawska lekkoatletka specjalizująca się w biegach średniodystansowych, uczestniczka letnich igrzysk olimpijskich w Atenach (2004) oraz Pekinie (2008), mistrzyni świata juniorów z Pekinu (2006) w biegu na 800 metrów.
W lipcu 2010 r. została zdyskwalifikowana na okres dwóch lat za stosowanie niedozwolonych środków dopingujących.

## Sukcesy sportowe
- mistrzyni Mołdawii w bieg na 400 m – 2006, 2007
- mistrzyni Mołdawii w biegu na 800 m – 2006, 2007, 2010
- halowa mistrzyni Mołdawii w bieg na 400 m – 2006
- halowa mistrzyni Mołdawii w bieg na 800 m – 2006
- "Sportsmenka Roku 2008" w Mołdawii[2]

| Rok  | Miasto     | Zawody                                | Konkurencja   | Wynik         |
| ---- | ---------- | ------------------------------------- | ------------- | ------------- |
| 2003 | Paryż      | Olimpijski Festiwal Młodzieży Europy  | bieg na 800 m | złoty medal   |
| 2003 | Sherbrooke | mistrzostwa świata juniorów młodszych | bieg na 800 m | srebrny medal |
| 2005 | Kowno      | mistrzostwa Europy juniorów           | bieg na 800 m | brązowy medal |
| 2006 | Pekin      | mistrzostwa świata juniorów           | bieg na 800 m | złoty medal   |
| 2007 | Bangkok    | uniwersjada                           | bieg na 800 m | 4. miejsce    |
| 2009 | Belgrad    | uniwersjada                           | bieg na 800 m | srebrny medal |

## Rekordy życiowe
- bieg na 400 m – 53,44 – Kiszyniów 04/06/2004
- bieg na 800 m – 2:00,12 – Pekin 16/08/2008
- bieg na 1500 m – 4:33,22 – Bańska Bystrzyca 18/06/2006
- bieg na 400 m (hala) – 55,87 – Mohylew 23/02/2006
- bieg na 800 m (hala) – 2:09,00 – Mohylew 23/02/2006